# Huoqiu

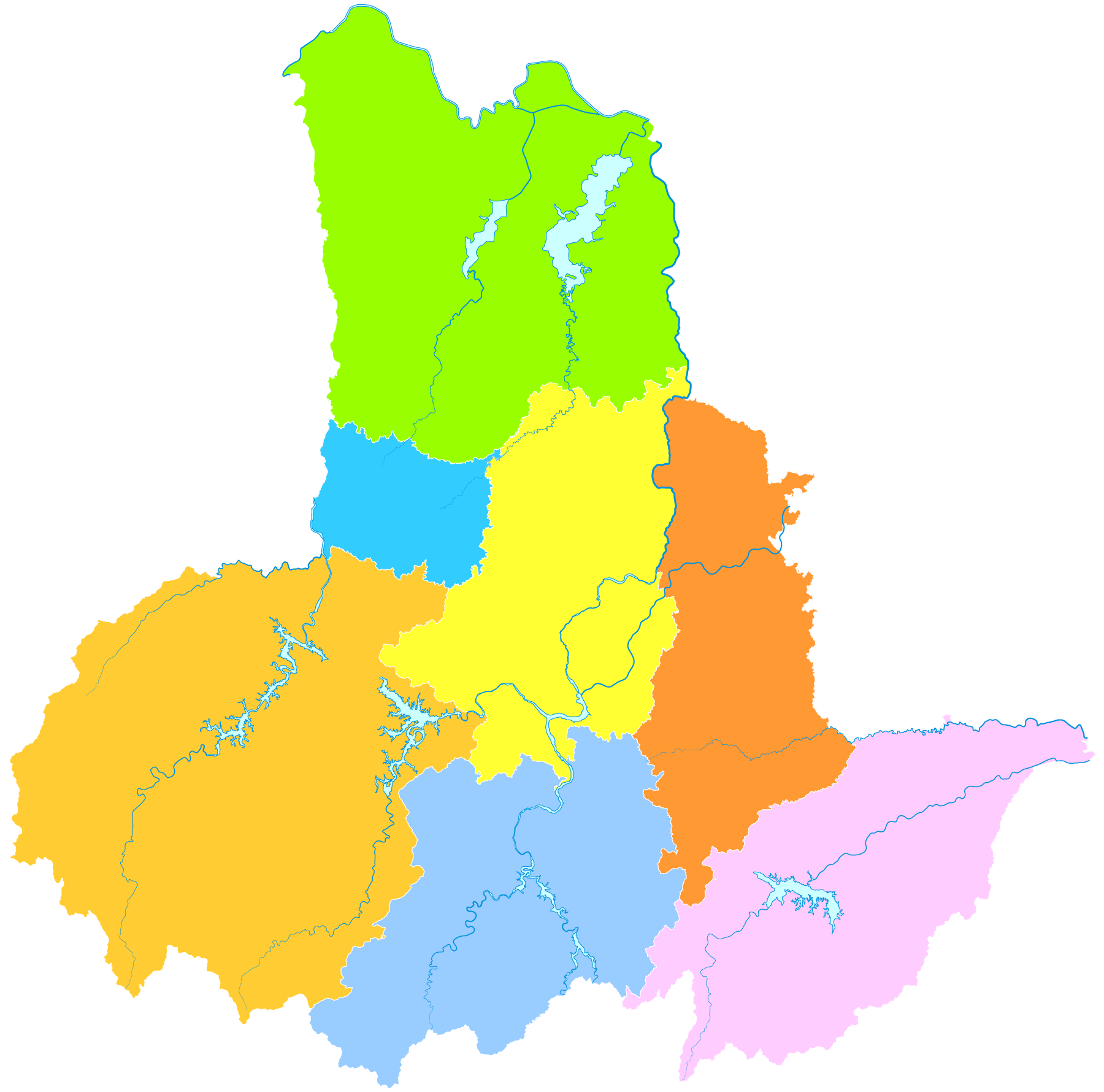
Lage des Kreises Huoqiu im Gebiet der bezirksfreien Stadt Lu’an

Huoqiu (chinesisch 霍邱县, Pinyin Huòqiū Xiàn) ist ein Kreis der bezirksfreien Stadt Lu’an (六安) im Westen der chinesischen Provinz Anhui. Der Kreis hat eine Fläche von 3.224 Quadratkilometern und ist damit der zweitgrößte Kreis in Anhui. Die Einwohnerzahl beträgt 1.198.000 (Stand: Ende 2018).
Die im Kreisgebiet gelegene Residenz der Familie Li (Li shi zhuangyuan 李氏庄园) steht auf der Liste der Denkmäler der Volksrepublik China.

## Geographie
An der Nordgrenze des Kreises fließt der Heihe. Im Kreisgebiet liegen die drei Seen Chengdong Hu (城东湖), Chengxi Hu (城西湖) und Jiangjia Hu (姜家湖) mit einer Süßwasserreserve von insgesamt 1.1 Milliarden Kubikmetern; sowie der Shuimentang (水门塘), ein um 622 v. Chr. angelegtes Wasserreservoir.

## Wirtschaft
Der Kreis beherbergt 1240 Quadratkilometer Ackerland und 370 Quadratkilometer Wasserfläche. Huoqiu hat die größte Schweineproduktion der Provinz, eine ausgebaute Aquakultur-Industrie und große Eisenerz-Vorkommen. Das Kreisgebiet umfasst zwei Binnenhäfen: den Heihe-Zhouji-Hafen (淮河周集港) und den Qingfa-Hafen (庆发港).